# Manuel Villuendas
Manuel Villuendas (Barcelona, 1935) is een Spaans violist in ruste.
Hij kreeg zijn eerste opleiding aan het Conservatorio Superior Municipal de Música Barcelona. Hij studeerde er naast viool een hele reeks theoretische studies zoals muziekgeschiedenis en solfège. Vioolles kreeg hij onder meer van M. Sainz de la Maza, Francisco Costa en Eduard Toldrá. Hij behaalde in die dagen meerdere prijzen (Juan Marchprijs, Onia Fargaprijs).
Tussen 1956 en 1960 speelde hij viool in het Orquestra Symfónica de Barcelona en de Filharmonica de Barcelona, tevens was hij lid van het Haydn-kwartet. Vanaf 1960 studeerde hij bij André Gertler aan het Brussels Conservatorium. Die studie combineerde hij met orkestspel in de Muziekkapel Koningin Elisabeth en Nationaal Orkest van België. Vanaf 1965 was hij in Hannover te vinden; opnieuw voor studie, maar van daaruit werkte hij ook als solist. Voor het seizoen 1966-1967 werd hij violist en eerste concertmeester bij het Frysk Orkest; hij was opvolger van Jospeh Conrad. In 1974 vertrok hij naar Portugal; hij werd in november van dat jaar opgevolgd door Michiel de Sterke.
Na verloop van tijd keerde hij terug naar Spanje. Hij speelde vervolgens in Orquestra Simfònica de Madrid, Orquestra de Cambra Reina Sofia, was leider van Joven Orquesta de Castilla-la Mancha. Op het gebied van kamermuziek was hij lid van Cuarteto Ibéricao en Camerata Eduard Toldrá. Ook dirigeerde hij in Lissabon. 